# Diritto barbarico
Con diritto barbarico individua una serie di tradizioni consuetudinarie (generalmente non scritte) proprie di gruppi etnico-sociali coevi ma di lingua e cultura diverse da quella ellenistico-romana, consolidatesi dopo le invasioni barbariche.
Numerosi principi del diritto barbarico sono poi confluiti nel diritto romano e nel diritto medievale.

## Descrizione
Esso non è un sistema giuridico vero e proprio, ma un insieme di principi giuridici comuni a varie popolazioni, etnicamente e culturalmente disomogenee, ma comunque attive nel Nord Eurasia: Celti, Sciti, Sarmati, Unni, Germani (tra i quali Longobardi, Goti, ecc.), Slavi, Avari, Ungari, ecc., quali:
- presenza di assemblee generali formate dalle autorità di una singola comunità (dette Althing nei paesi scandinavi);
- unanimità richiesta nelle decisioni importanti prese dalle assemblee;
- elettività delle cariche;
- debolezza o assenza (o temporaneità) di un vero potere esecutivo con giurisdizione estesa oltre il nucleo familiare;
- diritto di ribellione.